# Полынь
Полы́нь (лат. Artemísia) — крупный род травянистых или полукустарниковых растений семейства Астровые (Asteraceae).
В русскоязычной ботанической литературе под этим названием фигурируют представители близкого рода Seriphidium, ранее входившие в состав Artemísia, но выделенные в самостоятельный род в соответствии с современной классификацией.

## Название
Ботаническое латинское название Artemisia образовано от древнегреческого названия полыни, ἀρτεμισία, которое связано с ἀρτεμής «здоровый», либо с именем богини Артемиды, Ἄρτεμις. В народной латыни полынь называли absinthium, что также является заимствованием из древнегреческого, ἀψίνθιον, которое, в свою очередь, вероятно, заимствовано из персидского. Оба латинских слова встречаются в названии полыни горькой — Artemisia absinthium.
Другие народные названия — емшан или евшан (из чагат. ‎и туркм. jaušan, каз. жусан) — то же, что и полынь. Это слово упоминается в Ипатьевской летописи под 1201 годом. Название получило известность после того, как в 1874 году А. Майков написал стихотворение «Емшан».
Название печально известного города Чернобыль происходит от одного из названий типового вида Полынь обыкновенная (Artemisia vulgaris) — «чернобыль» (укр. чорнобиль).

## Распространение и экология
Рудерал. Распространена по всему северному полушарию, в умеренном поясе Евразии, в Северной и Южной Африке, Северной Америке.
На территории России и сопредельных стран отмечено около 180 видов, встречающихся почти повсеместно. Полыни наиболее распространены в степях и пустынях Казахстана, Средней Азии, в Закавказье, на Украине.
Местами, на юге и востоке Европейской России и в Западной Азии мелкие виды полыни образуют на сухих и бесплодных каменистых степях огромные сплошные заросли, состоящие всего чаще из невысоких видов Полынь приморская (Artemisia maritima), Полынь поникшая или кивающая (Artemisia nutans) и других; подобные «полынные степи» особенно распространены в Средней Азии, и начинаются уже за Волгой, с Астрахани и Оренбурга.

## Ботаническое описание

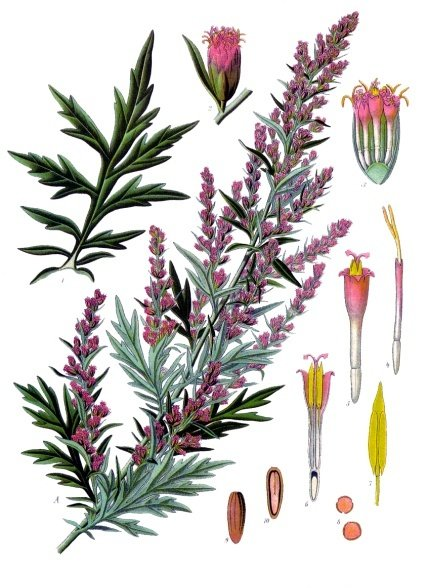
.

Полыни — дву- и многолетние (реже однолетние) травы и полукустарники высотой 3—150 см, с толстым деревянистым корнем.
Стебли обыкновенно прямые. Всё растение имеет более или менее густое беловатое или сероватое опушение, часто серебристое или войлочное.
Листья чаще всего лапчато- или перисто-раздельные, очередные, рассечённые, реже цельные и цельнокрайные, доли мелки и тонки. Нижние листья более крупные, чаще на длинных черешках, средние и верхние — мельче, менее рассечены, обычно сидячие.
Цветки чрезвычайно мелки, чаще жёлтые, иногда красноватые, собраны в мелкие соцветия — головки — яйцевидные, чашевидные или почти шаровидные корзинки 1—10 мм диаметром с черепитчатыми листочками обёртки. Соцветия состоят из тончайших трубчатых обоеполых цветов, причем краевые нитевидны и однополые пестичные; все соцветие окружено черепитчатой поволокой. Головочки цветов собраны в длинные кисти, колосья или метелки. У одних видов в корзинках 1 ряд пестичных трубчатых краевых цветков и более многочисленные обоеполые цветки диска (подрод Artemisia); у других цветки диска тычиночные (подрод Draclinculus) или все цветки в корзинках — обоеполые, трубчатые (подрод Seriphidium).
Плод — гладкие, мелкие семянки без хохолка.

## Значение и применение

### Медицина
Ряд видов имеет лекарственное значение, особенно цитварная полынь (Artemisia cina), а также полынь горькая (Artemisia absinthium). Используется преимущественно в желудочных средствах. Ранее применялись настойки полыней, как противоглистное средство. Настойки, настои и экстракты, приготовленные из листьев и цветущих облиственных верхних частей побегов полыни горькой, используют как средство для возбуждения аппетита.
Клинические исследования китайского фармаколога Ту Юю в 1969—1979 годах показали, что вещество артемизинин, содержащееся в полыни и являющееся сесквитерпеновым лактоном, убивает на ранних стадиях развития плазмодиев — возбудителей малярии, за что исследовательнице в 2015 году присуждена Нобелевская премия по физиологии и медицине.

### Кулинария и косметика
Полынь эстрагон, или тархун (Artemisia dracunculus), разводят как пряное растение, сырьё для производства напитков. Горькая полынь входит в состав аппетитного чая.
Экстракты и настойки полыни входят в состав некоторых крепких алкогольных напитков (абсент) и вин (вермут).
Мольорт (Malört) — шведский полынный ликер крепостью 35 %.
Эфирное масло некоторых видов полыни используется в парфюмерии и косметике. Извлекают его, настаивая на спирте, а также путём гидродистилляции. Отдельные виды разводят для получения эфирных масел, например полынь лимонную или лечебную (Artemisia abrotanum) и полынь таврическую (Artemisia taurica).

### Прочее
Многие насекомые не переносят запах полыни, поэтому отвар и свежие листья полыни используют для отпугивания блох.
Отдельные виды полыни очень декоративны и используются в ландшафтном дизайне.
Некоторые виды, например Полынь белоземельная (Artemisia terrae-albae), Полынь Лерха (Artemisia lerchiana), Полынь малоцветковая, или чёрная (Artemisia pauciflora), Полынь развесистая (Artemisia diffusa), имеют значение как кормовые растения для овец, коз, лошадей и верблюдов, особенно ранней весной, осенью и зимой.
Ряд видов используются для укрепления грунтов, например, полынь джунгарская (Artemisia songarica) и песчаная полынь (Artemisia arenaria).
Многие виды известны как сорные растения, например, Полынь однолетняя (Artemisia annua), Полынь таврическая (Artemisia taurica), Полынь австрийская, или полынок (Artemisia austriaca), и ряд других.

## Классификация

### Таксономия
Artemisia L., 1753, Sp. Pl. : 845
Род Полынь относится к семейству Астровые (Asteraceae) порядка Астроцветные (Asterales). Кладограмма в соответствии с Системой APG IV:
|  |                                      |  |                                   |                                   |                    |  | ещё 10 семейств |               |               |                                                                                  |
|  |                                      |  |                                   |                                   |                    |  |                 |               |               | 417 подтвержденных и 406 в статусе «непроверенных» видов и инфравидовых таксонов |
|  |                                      |  |                                   | порядок Астроцветные              |                    |  |                 |               | род Полынь    |                                                                                  |
|  |                                      |  |                                   | порядок Астроцветные              |                    |  |                 |               | род Полынь    |                                                                                  |
|  | отдел Цветковые, или Покрытосеменные |  |                                   |                                   | семейство Астровые |  |                 |               |               |                                                                                  |
|  | отдел Цветковые, или Покрытосеменные |  |                                   |                                   |                    |  |                 |               |               |                                                                                  |
|  |                                      |  | ещё 63 порядка цветковых растений | ещё 63 порядка цветковых растений |                    |  |                 | ещё 1804 рода | ещё 1804 рода |                                                                                  |
|  |                                      |  |                                   | ещё 63 порядка цветковых растений |                    |  |                 |               | ещё 1804 рода |                                                                                  |

### Виды
Некоторые из них:
- Artemisia abrotanum L. — Полынь лечебная
- Artemisia absinthium L. — Полынь горькая
- Artemisia afra Jacq. ex Willd. — Полынь африканская
- Artemisia annua L. — Полынь однолетняя
- Artemisia australis Less. — Полынь австралийская
- Artemisia austriaca Jacq. — Полынь австрийская
- Artemisia borealis Pall. — Полынь северная
- Artemisia californica Less. — Полынь калифорнийская
- Artemisia campestris L. — Полынь полевая
- Artemisia cina O.Berg & C.F.Schmidt — Полынь цитварная
- Artemisia dracunculus L. — Полынь эстрагонная, или Эстрагон
- Artemisia feddei H.Lev. & Vaniot — Полынь Федде
- Artemisia glomerata Ledeb. — Полынь скученная
- Artemisia gmelinii Webb ex Stechmann — Полынь Гмелина
- Artemisia keiskeana Miq. — Полынь Кейзке
- Artemisia laciniata Willd. — Полынь рассечённая
- Artimisia lactiflora Wall. ex DC. — Полынь молочноцветковая
- Artemisia ludoviciana Nutt. — Полынь луизианская
- Artemisia maritima L. — Полынь приморская, или Полынь морская
- Artemisia pallens Wall ex DC. — Давана, или Полынь бледная
- Artemisia pauciflora Weber ex Stechm. — Полынь малоцветковая
- Artemisia pedemontana Balb. — Полынь пьемонтская
- Artemisia pontica L. — Полынь понтийская
- Artemisia pycnocephala (Less.) DC. — Полынь густоголовая
- Artemisia rubripes Nakai — Полынь красноножковая
- Artemisia rutifolia Stephan ex Spreng. — Полынь рутолистная
- Artemisia salsoloides Willd. — Полынь солянковидная
- Artemisia santolinifolia Turcz. ex Besser — Полынь сантолинолистная
- Artemisia scoparia Waldst. & Kit. — Полынь веничная
- Artemisia selengensis Turcz. ex Besser — Полынь селенгинская
- Artemisia senjavinensis Besser — Полынь сенявинская
- Artemisia sieversiana Willd. — Полынь Сиверса
- Artemisia stelleriana Bess. — Полынь Стеллера
- Artemisia stolonifera (Maxim.) Kom. — Полынь побегоносная
- Artemisia sylvatica Maxim. — Полынь лесная
- Artemisia tridentata Nutt. — Полынь трехзубчатая
- Artemisia vestita Wall.ex Besser — Полынь тибетская
- Artemisia vulgaris L. typus[1] — Полынь обыкновенная, или чернобыльник, или чернобыль

### Синонимы
- Artanacetum  (Rzazade) Rzazade
- Oligosporus  Cass.
- Picrothamnus  Nutt.